# Elecciones presidenciales de Gabón de 2025
Las elecciones generales se celebraron en Gabón el 12 de abril de 2025. Estas fueron las primeras elecciones en el país desde que la dinastía Bongo fue derrocada en el golpe de Estado de 2023 tras 56 años de gobierno. El actual presidente de transición, Brice Oligui Nguema, se postuló como independiente, bajo su plataforma Agrupación de Constructores.
La participación electoral fue del 70%, la más alta desde 1993, las primeras elecciones multipartidistas.  Al día siguiente, Oligui se proclamó vencedor de las elecciones, recibiendo el 90% de los votos, mientras que su principal oponente, Alain Claude Bilie By Nze, recibió el 3%.

## Antecedentes
En agosto de 2023 se celebraron elecciones generales en las que el entonces presidente, Ali Bongo, fue reelegido para un tercer mandato con el 64% de los votos. Los resultados fueron muy controvertidos y disputados y cuatro días después, el Ejército Gabonés y la Guardia Republicana Gabonesa, liderados por el general Brice Oligui Nguema, que era primo de Bongo, encabezaron un golpe de Estado que derrocó y arrestó a Bongo y su gabinete, anuló los resultados de las elecciones, disolvió todas las instituciones estatales y donde los militares asumieron el control del país con Nguema como presidente de transición.
El 13 de noviembre, las autoridades de la junta militar prometieron la celebración de elecciones libres y justas.
El 9 de enero de 2025, Brice Oligui Nguema anunció que el país celebrará elecciones presidenciales el 22 de marzo de 2025. Esta decisión se produjo tras la adopción de una nueva constitución en noviembre de 2024, que establece un sistema presidencial con límites de mandato y requisitos de elegibilidad más estrictos. Sin embargo, el 22 de enero, el gobierno anunció que las elecciones se celebrarían el 12 de abril de 2025.
El 20 de enero, el Parlamento de Transición aprobó un nuevo código electoral que permite a los miembros de las fuerzas de seguridad y a los magistrados postularse para cargos públicos y reserva dos escaños en el Parlamento para los miembros de la diáspora gabonesa. También permitió que personas con doble nacionalidad se presentaran como candidatos, excepto en las elecciones presidenciales, sin tener que renunciar a su otra nacionalidad, y trasladó la responsabilidad de organizar las elecciones de los gobiernos locales al Ministerio del Interior.
Las solicitudes de candidaturas se presentaron entre el 27 de febrero y el 8 de marzo de 2025.

### Referéndum constitucional
El 16 de noviembre de 2024, Gabón celebró un referéndum constitucional, que fue aprobado por el 91% de los votos. Como resultado, se abolió el cargo de primer ministro, el mandato presidencial se fijó en siete años, renovable una vez, y además se exigió que el presidente tuviera al menos un progenitor gabonés y un cónyuge gabonés. Muchos también consideran el referéndum como un paso clave hacia el retorno al gobierno civil después del golpe de Estado. 

## Sistema electoral
El Presidente de Gabón es elegido por un período de siete años mediante el sistema de dos vueltas. Los 143 escaños de la Asamblea Nacional se eligen en distritos uninominales mediante el sistema de dos vueltas. En Gabón, la edad para votar es de 21 años y el voto es obligatorio y quienes no participen pueden ser multados.

## Candidatos

### Aceptados
- Brice Oligui Nguema, actual presidente de transición (independiente) [14]
- Alain Claude Bilie Por Nze, ex primer ministro (independiente) [14]
- Stéphane Germain Iloko, exdirigente del Partido Democrático Gabonés (independiente)[14]
- Joseph Lapensée Essigone, abogado e inspector fiscal (independiente)[14]
- Gninga Chaning Zenaba, empresaria (Independiente)
- Axel Stophène Ibinga Ibinga, empresario (independiente)
- Thierry Yvon Michel Ngoma, empresario (Independiente)
- Alain Simplice Gombré, ingeniero civil, economista del transporte y funcionario del Partido Patriótico Gabonés

### Declarados pero no aceptados
- Jean-Rémy Yama[15]

## Desarrollo
El Ministerio de Relaciones Exteriores de Gabón dijo que la Unión Africana y la Unión Europea enviarán observadores para monitorear las elecciones.  Se utilizaron alrededor de 3.000 colegios electorales para atender a unos 920.000 votantes, incluidos 28.000 en el extranjero.  Se utilizaron alrededor de 3.000 colegios electorales para atender a unos 920.000 votantes, incluidos 28.000 en el extranjero.  La Misión de Observación de las Organizaciones de la Sociedad Civil Gabonesa dijo que al menos el 94,8% de los colegios electorales que observó funcionaron en condiciones satisfactorias, mientras que el 98,6% de los colegios electorales funcionaron de manera satisfactoriamente transparente.
Según los primeros informes, los observadores internacionales "no observaron ningún incidente importante". El Grupo de Observadores de la Commonwealth elogió las elecciones presidenciales como tranquilas y ordenadas, y elogió la mejora del panorama de los medios de comunicación, ya que las partes interesadas de los medios de comunicación experimentaron una menor interferencia estatal en el contenido editorial, pero pidió a los ciudadanos que se involucren más en el proceso electoral. Sin embargo, algunos pesos pesados de la oposición que podrían haber planteado un serio desafío político fueron excluidos de la carrera, según la BBC.

## Resultados
Los resultados provisionales publicados el 13 de abril mostraron que Oligui había obtenido el 90,35% de los votos, mientras que Bilie by Nze obtuvo el 3,02%, y el resto fue para otros seis candidatos. La participación se estimó en un 70,4%.
El 18 de abril, el ministro del Interior y Seguridad, Herman Immongo, celebró una rueda de prensa para corregir los "errores" de los resultados electorales anunciados anteriormente. Después de una centralización total de los protocolos, los resultados mostraron que Oligui recibió el 94,85% de los votos.  Los resultados corregidos fueron presentados al Tribunal Constitucional, que los certificó el 25 de abril.
| Candidatos                  | Candidatos                   | Partido                         | Votos   | %     |
| --------------------------- | ---------------------------- | ------------------------------- | ------- | ----- |
|                             | Brice Clotaire Oligui Nguema | RdB                             | 588 074 | 94,85 |
|                             | Alain-Claude Bilie-By Nze    | Ensemble pour le Gabon          | 19 265  | 3,11  |
|                             | Joseph Lapensée Essigone     | Independiente                   | 3744    | 0,60  |
|                             | Gninga Chaning Zenaba        | Independiente                   | 2419    | 0,39  |
|                             | Alain Simplice Gombré        | Partido Patriotíco              | 2299    | 0,37  |
|                             | Stéphane Germain Iloko       | Large Rassemblement Arc-en-ciel | 2214    | 0,36  |
|                             | Axel Stophène Ibinga Ibinga  | Independiente                   | 1384    | 0,22  |
|                             | Thierry Yvon Michel Ngoma    | Independiente                   | 601     | 0,10  |
|                             |                              |                                 |         |       |
| Votes validos               | Votes validos                | Votes validos                   | 620 000 | 96,48 |
| Votes blancos o nulos       | Votes blancos o nulos        | Votes blancos o nulos           | 22 632  | 3,52  |
| Total                       | Total                        | Total                           | 642 632 | 100   |
| Abstención                  | Abstención                   | Abstención                      | 273 993 | 29,89 |
| Registrados / Participación | Registrados / Participación  | Registrados / Participación     | 916 625 | 70,11 |

## Consecuencias
Bilie by Nze describió las elecciones como "no libres" y empañadas por el "secuestro de todos los recursos del Estado". Bilie By Nze agregó que, no obstante, desea buena suerte a los nuevos líderes y prometió permanecer en la política.
Brice Oligui fue investido formalmente como presidente el 3 de mayo de 2025.